# Phyllogomphoides selysi
Phyllogomphoides selysi – gatunek ważki z rodziny gadziogłówkowatych (Gomphidae). Występuje na terenie Ameryki Południowej.